# Pé de Cão
Pé de Cão é uma aldeia localizada na freguesia da Olaia, concelho de Torres Novas, distrito de Santarém.

## História
Pé de Cão é um povoamento bastante antigo. A localidade de Pé de Cão vem referida no censo de 1520. De acordo com as "Memórias Paroquiais de 1758", por informação do padre Manuel Alves Fragoso, cura da freguesia nessa altura, consta que o lugar teria cerca de vinte vizinhos, contando com uma ermida (então já em ruínas) mandada construir em 1611 pelo almotacé-mor do reino, proprietário da Quinta do Alfeijoal. Esta quinta existe ainda hoje, situando-se uma parte das suas terras de cultivo na várzea da ribeira do Alfeijoal (também designada no local por ribeira de Pé de Cão ou Ribeira Velha). Existiam 177 habitantes, em 118 casas, de acordo com os censos de 1991.

## Toponímia
O nome desta aldeia é um pouco estranho e quase sempre espanta quem o ouve pela primeira vez. Contam-se duas histórias sobre a origem de Pé de Cão. Segundo uns, o lugar seria uma quinta com vinhas e pinhais guardada por um cão muito grande. O dono vivia numa outra quinta, em Vargos. Alguém perguntou por ele, um dia, na sua residência, e responderam-lhe que ele estava ao pé do cão. Daí terá vindo o nome. Outros, dizem que costumavam passar por aqui contrabandistas e que, para marcarem encontro, deixaram no lugar a pata de um cão. E pé de cão ficou. A verdade é que não se conhece e embora haja quem não goste do nome e o quisesse ver mudado, o povo não quer.

## Paisagem da terra
Pé de Cão é um lugar que fica num outeiro.

## Património
A aldeia tem diversas construções antigas:
- Quinta do Alfeijoal, que já existia no século XVI, na altura propriedade do almotacé do reino;
- A chamada "Casa dos Engenheiros" é a residência da família Godinho, atuais proprietários da Quinta do Alfeijoal, tendo sido aumentada em 1906 e renovada em 2002;
- Em partilha entre herdeiros da família Godinho, uma principais casas da Quinta do Alfeijoal, parte das instalações agrícolas e terrenos, foi vendida à Fundação Ecoservis, liderada pelo Padre João;
- Capela (1862), construída pelo senhor Manuel Mendes, o pai de D. Manuel Mendes da Conceição Santos. O púlpito do interior é de talha dourada e pintada, assente em pedra decorada, foi construído em 1863 pelo arquitecto Bernardino José de Paiva. O altar-mor é de madeira pintada e dourada e tem uma imagem de Nossa Senhora da Conceição.
- A escola da aldeia data de 1916. O registo mais antigo que existe desta, data de 1931 e encontra-se num livro de Correspondência Expedida. De 1935 existe também um ofício que prova a data da sua construção.
- Associação Recreativa de Pé de Cão, do Povo e para o Povo, teve obras apoiadas pelo Engenheiro Francisco Godinho, que dá nome à rua que atravessa a aldeia.
- Festas do Divino Espírito Santo, uma festa que junta a tradição do tabuleiros de 7 em 7 anos.

## Pessoas importantes
- D. Manuel Mendes da Conceição Santos, em processo de Beatificação para ser santo pela Congregação para as Causas dos Santos, nasceu na aldeia;
- Engenheiro Luís Gonzaga Godinho, projetou a barragem do Castelo de Bode;
- O Padre José Eduardo Ferreira Martins;
- O Padre João de Brito Costa, fundador da comunidade Ecoservis.